# 馬爾莫雷拉湖
46°29′59″N 9°38′13″E / 46.49972°N 9.63694°E

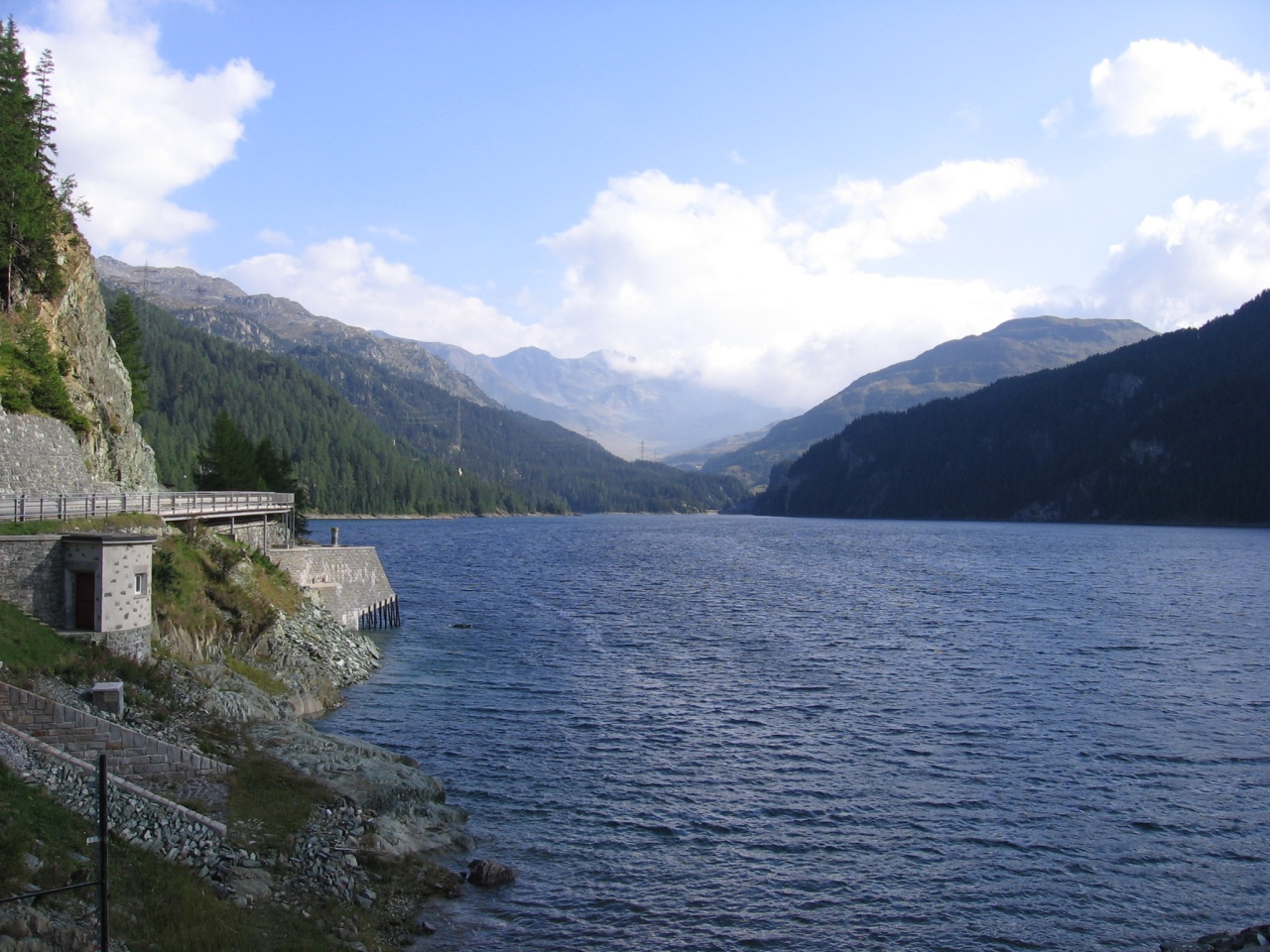

馬爾莫雷拉湖是瑞士的水庫，位於該國東南部格勞賓登州，長2.6公里，面積1.41平方公里，集水區面積89平方公里，海拔高度1,680米，最大水深65米，水壩落成於1954年。

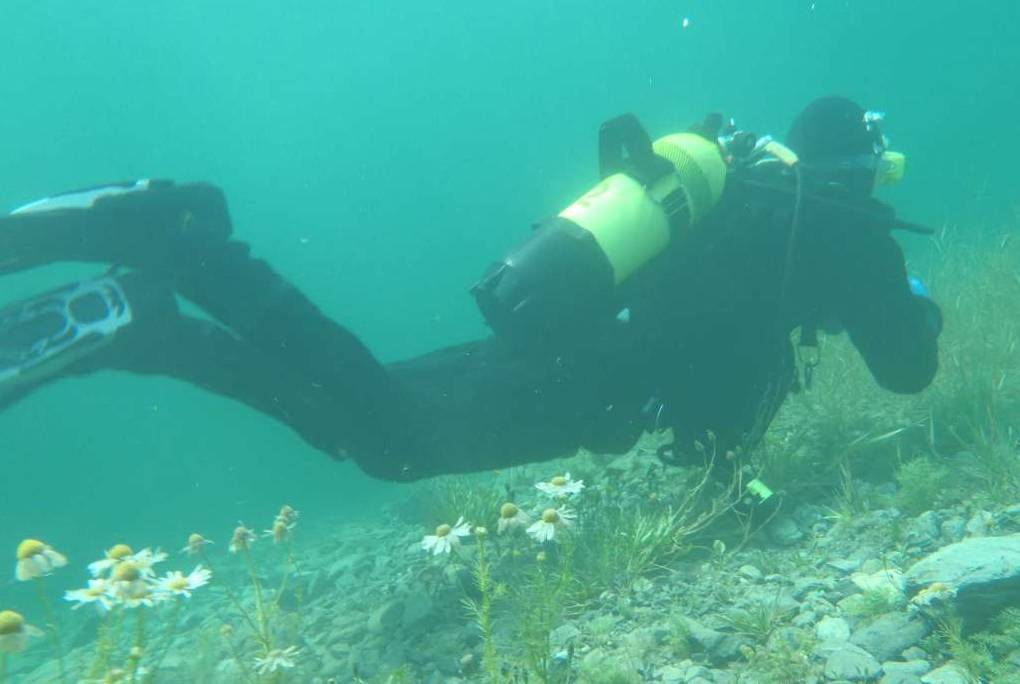
潜水员在馬爾莫雷拉湖